# Avenue Gustave-Flaubert
L'avenue Gustave-Flaubert est une voie publique de la commune française de Rouen.

## Situation et accès
L'avenue Gustave-Flaubert est une voie sur la rive droite de Rouen. Longue de 270 mètres, elle relie la  préfecture de Seine-Maritime et de Normandie au boulevard des Belges.
Faisant à l'origine partie de la rue de Crosne, la section à l'ouest du boulevard des Belges a été renommée en mémoire de Gustave Flaubert, écrivain rouennais. Inscrite dans l'alignement de la rue du Gros-Horloge, elle mène à l'ouest à l'actuelle préfecture de Seine-Maritime et de Normandie.
Rue adjacente
- Rue de Buffon

## Origine du nom
Elle porte le nom de l'écrivain rouennais Gustave Flaubert (1821-1880).

## Historique
Cette voie est initialement une section de la « rue de Crosne prolongée » qui a été renommée dans le courant du XXe siècle.
Le 20 avril 2020, l'immeuble situé au no 51 est sinistré par un incendie.

## Bâtiments remarquables et lieux de mémoire
- no 53 : Hôtel de Crosne, inscrit MH en 1929[1]
- Richard Waddington (1838-1913) y est né.